# Bronisław Gosowski
Bronisław Gosowski (ur. 1946) – polski inżynier  budownictwa lądowego. Absolwent z 1970 Politechniki Wrocławskiej. Od 2005 profesor na Wydziale Budownictwa Lądowego i Wodnego Politechniki Wrocławskiej.